# دانييل ميستر
دانييل ميستر (بالبرتغالية: Daniel Mestre‏) (و. 1986  م) هو راكب دراجة هوائية برتغالي، ولد في سويسرا.

## سباقات أو مراحل فاز بها
| التاريخ       | السباق                                 | المركز                  |
| ------------- | -------------------------------------- | ----------------------- |
| 07 أغسطس 2016 | فولتا البرتغال 2016                    | الثاني في تصنيف النقاط  |
| 21 مايو 2017  | فولتا كاستيلا ليون 2017                | الفائز حسب ترتيب السرعة |
| 15 أغسطس 2017 | فولتا البرتغال 2017                    | السابع في تصنيف النقاط  |
| 25 مارس 2018  | كلاسيكا ألدياس دو زيستو 2018           | الفائز في التصنيف العام |
| 15 أبريل 2018 | 2018 Volta Internacional Cova da Beira | التاسع في التصنيف العام |
| 22 أبريل 2018 | فولتا كاستيلا ليون 2018                | الثامن في التصنيف العام |
| 12 أغسطس 2018 | فولتا البرتغال 2018                    | التاسع في تصنيف النقاط  |
| 11 أغسطس 2019 | فولتا البرتغال 2019                    | الأول في تصنيف النقاط   |

## روابط خارجية
- دانييل ميستر على موقع الاتحاد الدولي للدراجات (الإنجليزية)
- دانييل ميستر على موقع أرشيف الدراجات (الإنجليزية)
- دانييل ميستر على موقع إحصائيات الدراجات الإحترافية (الإنجليزية)
- دانييل ميستر على موقع نسبة الدراجات (الإنجليزية)